# Norges Davis Cup-lag
Norges Davis Cup-lag kontrolleras av Norges Tennisforbund och representerar Norge i den stora tennisturneringen Davis Cup, tidigare International Lawn Tennis Challenge. Norge debuterade i sammanhanget 1928, och har som bästa resultat nått kvartsfinalspel 1939 och 1973.